# Chris McGregor
Christopher "Chris" McGregor (24. december 1936 – 26. maj 1990) var en sydafrikansk jazzpianist, orkesterleder og komponist. 
McGregor voksede op i Vest-Kapprovinsen og oplevede der blandt andet den musik, det lokale xhosa-folk dyrkede. Han kom på South African College of Music i Cape Town, og i den periode dyrkede han nyere klassisk musik og jazzindspilninger om dagen samt live-jazz om aftenen med blandt andet Abdullah Ibrahim og en række andre lokale musikere i det livlige jazzmiljø, der udfoldede sig i Cape Town i slutningen af 1950'erne.
I begyndelsen af 1960'erne etablerede McGregor en gruppe, der optrådte på en festival i Soweto, og denne gruppe vandt andenprisen i en konkurrence. Chris McGregor mødte her yderligere en række personligheder fra jazzmiljøet, og snart etablerede han gruppen The Blue Notes, der i løbet af nogle år blev verdenskendte. Han startede også et big band i denne periode, men som jazzmusiker, der spillede i grupper med forskellige racer, var der vanskelige vilkår i 1960'ernes Sydafrika. Som den eneste hvide musiker i The Blue Notes mærkede McGregor apartheid på nærmeste hold, og gruppen måtte derfor rejse til udlandet for at udfolde sin musik. Forinden havde gruppen indspillet en række numre i Cape Town, men disse blev først udgivet lang tid senere (albummet Township Bop, 2002).
McGregor og resten af The Blue Notes tog i første omgang til Frankrig, hvor de i 1964 optrådte på en festival i Antibes, og de turnerede efterfølgende i landet samt blandt andet i Schweiz. I 1965 besluttede de sig til at slå sig mere permanent ned i England, men i midten af 1960'erne mistede jazzen popularitet i dette land, så det blev i første omgang ikke nogen succes.
Den fandt de i København og blandt andet miljøet omkring Jazzhus Montmartre, som McGregor siden har omtalt som et vendepunkt i hans karriere. Her fandt han en ny tilgang til sin musik, som han førte med tilbage til London. Denne gang fik gruppen bedre fodfæste i byen og kom til at præge en ny generation af avantgardejazzmusikere. The Blue Notes udgav en række album i de kommende år, og samtidig grundlagde McGregor et større orkester, Brotherhood of Breath, med udgangspunkt i The Blue Notes og nogle af de britiske musikere, han kom i kontakt med. 
Brotherhood of Breath indspillede ligeledes en række album op gennem 1970'erne, indtil McGregor flyttede mere permanent til Frankrig samtidig med, at The Blue Notes efterhånden var gået helt i opløsning. I Frankrig genetablerede McGregor Brotherhood of Breath i en ny inkarnation i begyndelsen af 1980'erne, og det skete endnu engang i 1987, inden McGregors død i 1990.
Ind imellem sine engagementer i de to orkestre indspillede McGregor også nogle soloalbum for klaver.